# Xã Kego, Quận Cass, Minnesota
Xã Kego (tiếng Anh: Kego Township) là một xã thuộc quận Cass, tiểu bang Minnesota, Hoa Kỳ. Năm 2010, dân số của xã này là 505 người.